# Kelsey Nakanelua
Kelsey Nakanelua (Honolulu, 22 dicembre 1966) è un ex velocista samoano americano.
Ha rappresentato Samoa Americane ai Giochi olimpici di Sydney 2000 e Atene 2004.

## Palmarès
| Anno | Manifestazione       | Sede        | Evento      | Risultato | Prestazione | Note             |
| ---- | -------------------- | ----------- | ----------- | --------- | ----------- | ---------------- |
| 2000 | Campionati oceaniani | Adelaide    | 100 m piani | 6º        | 10"89       |                  |
| 2000 | Giochi olimpici      | Sydney      | 100 m piani | Batteria  | 10"93       | Record nazionale |
| 2003 | Mondiali             | Saint-Denis | 400 m piani | Batteria  | dnf         | [ 1 ]            |
| 2004 | Giochi olimpici      | Atene       | 100 m piani | Batteria  | 11"25       |                  |

## Altre competizioni internazionali
2000
- nei 100 m;  nei 200 m;  nei 400 m ai Campionati polinesiani di atletica leggera ( Apia)